# Muzeum Geologii Złóż Politechniki Śląskiej w Gliwicach
Muzeum Geologii Złóż Politechniki Śląskiej w Gliwicach – muzeum geologiczne założone w 1961 roku, znajduje się na Wydziale Górnictwa i Geologii Politechniki Śląskiej w Gliwicach, największa tego typu placówka pod względem liczby zbiorów na Górnym Śląsku.

## Informacje ogólne
Muzeum znajduje się w Gliwicach przy ul. Akademickiej 2 na Wydziale Górnictwa i Geologii Politechniki Śląskiej.
Muzeum jest największą placówką naukowo-dydaktyczną na Górnym Śląsku, udostępniającą zbiory kopalin użytecznych z całego świata, a także kolekcje minerałów, skał i skamieniałości (ponad 25 tysięcy okazów). Zbiory uzyskano głównie z muzeów miejskich Śląska Górnego i Cieszyńskiego, a także od pracowników, absolwentów i studentów Politechniki Śląskiej.
Placówka wspomaga nauczanie przedmiotów geologicznych, głównie na Wydziale Górnictwa i Geologii Politechniki Śląskiej oraz propaguje nauki o Ziemi wśród młodzieży szkolnej i w społeczeństwie (wstęp wolny).

## Historia
Najstarszą kolekcją muzealną są okazy skał, minerałów i rud zebrane przez księdza Leopolda Jana Szersznika, które udostępnione zostały po raz pierwszy w 1802 roku w Cieszynie. Pierwszą ekspozycję zbiorów zaprezentowano w trzech salach (71 gablot) w 1961 roku. W 1985 roku muzeum nadano imię Czesława Poborskiego, inicjatora powstania Muzeum i jego pierwszego kierownika (w marcu 1964 roku zginął w wypadku samochodowym w drodze na zajęcia dydaktyczne do Rybnika).